# O2 (Aarhus)
De O2 of Ringvej 2 (Nederlands: Ringweg 2) is een ringweg om de Deense stad Aarhus. De weg loopt van Højbjerg via Viby en Hasle naar Risskov.
Bijna de gehele O2 bestaat uit vier rijstroken verdeeld over twee rijbanen met een middenberm (2x2). Alleen het zuidelijke deel tussen Højbjerg en Viby telt één rijstrook (1x2).